# Sanam
Pour les articles homonymes, voir Sanam (homonymie).
Sanam est une localité et une commune rurale du Niger, du département d'Abala dans la région de Tillaberi.

## Géographie
La localité de Sanam est située sur la route nationale 25 à 56 km à l'est de la préfecture Abala. Elle est frontalière du Mali au Nord.
|                 | Ménaka ( Mali) | Tillia               |
| Abala           | Sanam          | Tébaram              |
| Kourfeye Centre | Soucoucoutane  | Bagaroua, Dogonkiria |

## Histoire
Sanam est nommé d’après un chef peul des années 1930 nommé Mai Sanam. La commune rurale est instaurée en 2002, elle est issue du canton de Kourfey. Elle est en 2011, transférée du département de Filingué au département d'Abala. 

## Population
Lors du recensement général de 2012, la population communale est relevée à 68 466 habitants, dont 7 688 habitants pour la localité chef-lieu. Plus de 90% de la population appartient au groupe ethnique Haoussa. En outre, Touareg, Fulbé et Zarma vivent dans la commune.

## Villages
La commune s'étend sur 47 villages et 118 hameaux. 

## Services et infrastructures
La commune abrite les services suivants :
- Collège d'enseignement général (CEG) à Sanam.
- Centre de Formation aux Métiers (CFM) à Sanam.
- Centre de Santé Intégré (CSI) à Sanam, Bankali, Dan Marké I, Eza, Maïchilmi et Tchinalgan.

## Économie
Dans le nord de la commune, l’élevage bovin est pratiqué et dans le sud principalement l’agriculture. Les autres secteurs économiques du Sanam sont le commerce et l’artisanat. 